# Collines
El departament de Collines és un dels 12 departaments de Benín. Collines fou creat el 1999 quan el país va passar de tenir 6 departaments a 12. Collines fou segregat del Departament de Zou. La seva capital, des del 2008 és Savalou. Collines és fronterer amb Nigèria, a l'est, i Togo, a l'oest. Els departaments que fan frontera amb Collines són Plateau, Borgou, Zou i Donga. Els municipis de Collines són Bantè, Dassa-Zoumè, Glazoué, Ouèssè, Savalou i Savé. Al departament s'hi parla el maxi, parlada pels maxis.

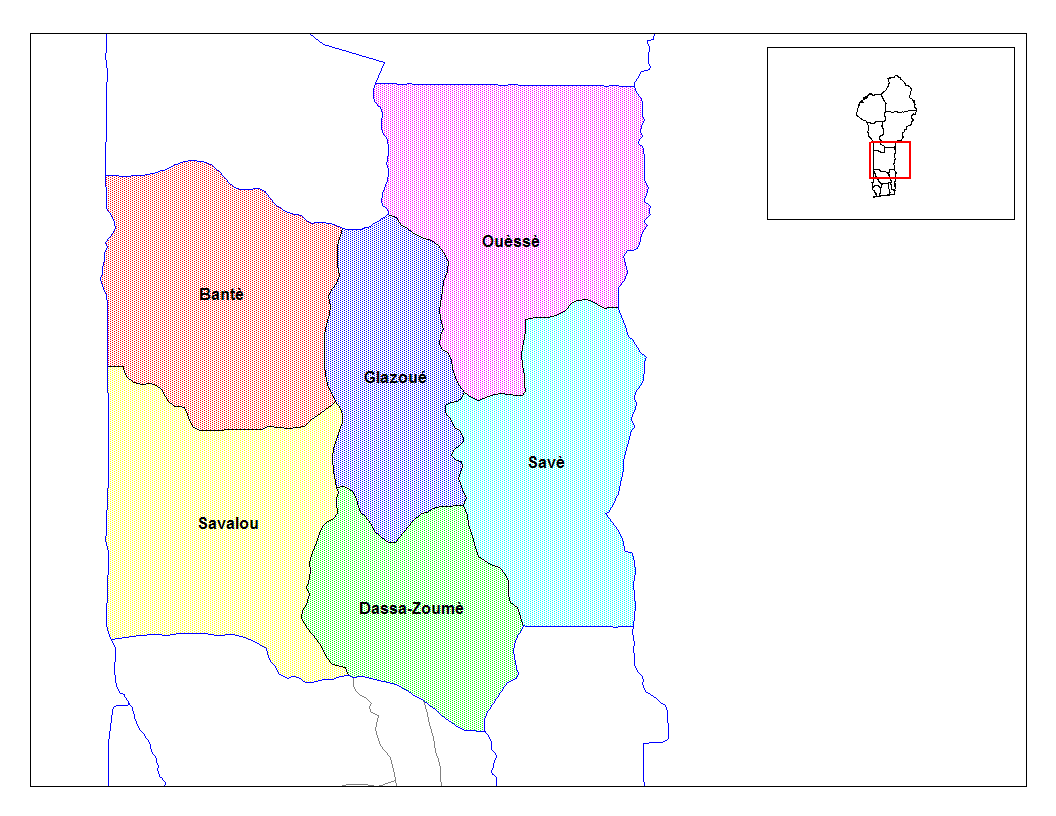
Municipis de Collines